# Matthias Diether
Matthias Diether (* 2. Dezember 1974 in Berlin) ist ein deutscher Koch.

## Werdegang
Nach der Ausbildung wechselte Diether 1996 zu Lothar Eiermann ins Zwei-Sterne-Restaurant Wald- & Schlosshotel Friedrichsruhe in Zweiflingen und 1998 zum Ristorante da Gianni nach Berlin. 2000 ging er zur Schwarzwaldstube zu Harald Wohlfahrt in Baiersbronn und 2001 zu Dieter Müller ins Schlosshotel Lerbach in Bergisch Gladbach. Als Souschef wechselte er 2003 zu Sven Elverfeld ins Aqua nach Wolfsburg.
Seit 2005 hat er Küchenchef-Positionen inne, zuerst im La Baie im Hotel Ritz-Carlton in Dubai, dann in  Abu Dhabi und in Schottland. 2008 ging er ins Töpferhaus in Alt Duvenstedt.
Ab 2010 war er Küchenchef im First Floor in Berlin, das mit einem Michelinstern ausgezeichnet wurde. Das Restaurant wurde im Dezember 2015 geschlossen.
Seit 2016 arbeitet Diether als Küchenchef in der estnischen Hauptstadt Tallinn. 2022 wurde sein Restaurant 180° mit einem, 2023 mit zwei Michelinsternen ausgezeichnet.

## Auszeichnungen
- 2022: Ein Michelinstern für das Restaurant 180° in Tallinn[1]
- 2023: Zwei Michelinsterne für das Restaurant 180° in Tallinn[3]